# 밀양아리랑우주천문대
밀양아리랑우주천문대(MIRYANG ARIRANG ASTRONOMICAL OBSERVATORY)는 경상남도 밀양시에 위치한 천문대로, 국립밀양기상과학관의 옆에 위치해있다.

## 시설
밀양아리랑우주천문대는 {\displaystyle 2,943m^{2}}규모의 지상 4층 건물로, 2층에는 천체투영관이 있으며 4층에는 주관측실과 보조 관측실이 위치해 있다.
주 관측실 망원경 '별이'는 초점거리 4540mm, 구경 700mm의 반사 망원경으로 세계최초로 음성인식을 통해 별을 찾을 수 있다.
4k Mono CCD와 UBVRI (+{\displaystyle H\alpha }) 필터 시스템을 장착하고 있어 초신성, 소행성 관측등의 연구에도 활용되고 있다.
보조관측실에는 5대의 천체 망원경이 있으며 낮에는 태양을, 밤에는 행성 등의 기타 천체들을 관찰할 수 있다.